# 石板滩街道 (成都市)
石板滩街道，原为石板滩镇，是中华人民共和国四川省成都市新都区下辖的一个乡镇级行政单位。2019年12月，撤销木兰镇、石板滩镇，设立石板滩街道，以原木兰镇和原石板滩镇所属行政区域为石板滩街道的行政区域，石板滩街道办事处驻东风西街66号。本街道常住人口据常住人口10.26万人，客家人占到95%以上。

## 行政区划
石板滩街道下辖以下地区：
和平社区、光明社区、金三角社区、新谊社区、东风社区、建设村、马家村、土城村、集体村、新农村、光辉村、五一村、优胜村、通顺村、解放村、友谊村、翻身村、黄果村、园林村、石桩村、长林村和双柏村。